# Carlos Sansores Pérez
Carlos Sansores Pérez är en ort i Mexiko.   Den ligger i kommunen Candelaria och delstaten Campeche, i den sydöstra delen av landet, 900 km öster om huvudstaden Mexico City. Carlos Sansores Pérez ligger 141 meter över havet och antalet invånare är 120.
Terrängen runt Carlos Sansores Pérez är platt, och sluttar brant västerut. Runt Carlos Sansores Pérez är det glesbefolkat, med 11 invånare per kvadratkilometer. Närmaste större samhälle är Miguel de la Madrid, 8,7 km väster om Carlos Sansores Pérez. I omgivningarna runt Carlos Sansores Pérez växer i huvudsak städsegrön lövskog.